# Sokół Jaworznicki
Sokół Jaworznicki – miesięcznik o charakterze regionalnym. Pismo ukazywało się od 2000 pod egidą Miejskiego Centrum Kultury i Sportu w Jaworznie. Było magazynem o szerokiej formule, najwięcej miejsca poświęcało kulturze miasta Jaworzna, ale także prezentacji współczesnych zjawisk literackich. W każdym numerze znaleźć można było teksty poetyckie oraz prozatorskie – zarówno autorów średniego pokolenia, jak i debiutantów. Na łamach pisma publikowane były również przekłady (m.in. wiersze Federico Garcii Lorki w przekładzie Jacka Lyszczyny. 2002 nr 13, s. 12-13.), a także szkice o literaturze współczesnej oraz recenzje nowości wydawniczych. W części literackiej stałe miejsce miały również felietony, wywiady i komentarze odautorskie. Szeroka formuła periodyku przejawiała się w zainteresowaniu filmem, teatrem, muzyką poważną i rozrywkową, współczesną sztuką. Sokół Jaworznicki nie odcinał się również od swych korzeni regionalnych – swe łamy poświęcał prezentacji lokalnych artystów, animatorów kultury Górnego Śląska. Sokół Jaworznicki rozszerzył swoje zainteresowania także o działalność wydawniczą (seria BIBLIOTEKA SOKOŁA, w serii wydano książki promujące jaworznickich twórców, były to tomiki: Sławomira Matusza, Alicji Dudek, Jana Ryszarda Drąga). Począwszy od numeru 12 miesięcznik rozszerzył swoją formułę, zmieniając kwalifikator na „Periodyk Kulturalno-Literacki” (do nr 17).
Redakcja:
- Zbigniew Adamczyk (założyciel i redaktor naczelny)
- Paweł Sarna (redaktor literacki)